# جلیلی (دین)
جلیلی (عبری: גלילי‎) اصطلاحی است که در منابع کلاسیک برای توصیف یهودیان ساکنان جلیل، منطقه ای از شمال اسرائیل که از دشت ساحلی شمالی در غرب تا دریای جلیل و شکاف اردن امتداد دارد استفاده می‌شد.
بعدها این اصطلاح برای اشاره به مسیحیت اولیه توسط امپراتورهای روم ژولیان و مارکوس آئورلیوس در میان دیگران استفاده شد.